# Digitation visqueuse
Pour les articles homonymes, voir Instabilité.

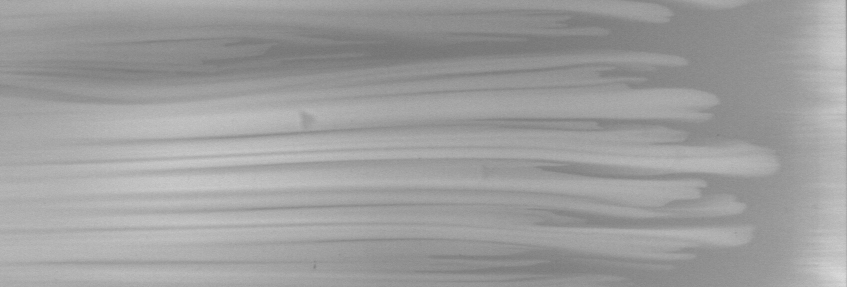
Exemple de digitation visqueuse en cellule de Hele-Shaw

La digitation visqueuse - dont le déclenchement est appelé instabilité de Saffman-Taylor dans le cas de deux fluides immiscibles - est un phénomène d’instabilité qui se produit à l’interface entre deux fluides de viscosités différentes. Lorsqu’un fluide de viscosité {\displaystyle \mu _{1}} donnée déplace un fluide plus visqueux de viscosité {\displaystyle \mu _{2}>\mu _{1}}, dans un milieu poreux, le fluide le moins visqueux pénètre le fluide le plus visqueux en formant des sortes de « doigts ».
Autrement dit, l'interface entre les deux fluides, initialement maintenue grossièrement plane par la tension superficielle - dans le cas de fluides immiscibles, prend cette forme digitée lorsqu'elle se déplace en direction du fluide 2 plus visqueux.
Ce phénomène est observable typiquement dans le cas de solutions aqueuses déplaçant du pétrole (visqueux) dans des réservoirs souterrains. Le phénomène a été étudié dans de nombreux domaines, notamment en chromatographie chimique, en rhéologie, etc.

## Explication qualitative
Lorsque les fluides commencent à se déplacer, leur viscosité entre en jeu. La vitesse des fluides est d'autant plus grande que les différences de pression (gradients) sont élevées et que leur viscosité est faible : c'est la loi de Darcy. C'est ce qui permet d'expliquer le développement de la digitation, comme nous l'expliquons maintenant.

### Moteur de la digitation
Voici le mécanisme qui tend à déformer l'interface.
Imaginons que la pression est donnée ({\displaystyle p_{1}}) en un point {\displaystyle M_{1}} situé à une certaine distance {\displaystyle d} dans le fluide 1, ainsi qu'en un point {\displaystyle M_{2}} situé à l'opposé de l'interface, dans le fluide 2 (pression {\displaystyle p_{2}}).
Soient maintenant deux points {\displaystyle A} et {\displaystyle B} de l'interface, assez proches l'un de l'autre (par comparaison avec la distance {\displaystyle d}) et situés à mi-chemin entre {\displaystyle M_{1}} et {\displaystyle M_{2}}.
Supposons que le point {\displaystyle A} soit en avance sur {\displaystyle B}, autrement dit que {\displaystyle A} fait une incursion dans le fluide 2. Considérons alors deux chemins allant de {\displaystyle M_{1}} à {\displaystyle M_{2}}. Le premier chemin, {\displaystyle C_{A}}, passe par {\displaystyle A}, et est constitué de deux segments de droite. Le second, {\displaystyle C_{B}}, également constitué de deux segments de droite, passe par {\displaystyle B}.
On constate que le chemin {\displaystyle C_{A}} est situé un peu plus dans le fluide 1 et un peu moins dans le fluide 2 que le chemin {\displaystyle C_{B}}. Or, la différence de pression {\displaystyle p_{1}-p_{2}} d'un bout à l'autre de chaque chemin est la même. Il résulte donc de la loi de Darcy que le fluide s'écoule légèrement plus rapidement le long du chemin {\displaystyle C_{A}} que le long du chemin {\displaystyle C_{B}}. Par conséquent, le point {\displaystyle A} va amplifier son avance sur le point {\displaystyle B}.
Ce phénomène d'amplification de l'écart de progression entre deux points de l'interface (décrite ci-dessus en termes très qualitatifs) constitue le moteur de la digitation visqueuse.

### Déclenchement
Le moteur de la digitation n'agit pas immédiatement lorsque l'on exerce une surpression sur le fluide 1 moins visqueux, et ceci à cause de la capillarité.
La capillarité implique en effet qu'il faut exercer une certaine surpression avant que le fluide 1 commence à envahir la région occupée par le fluide 2 : il faut vaincre la pression de Laplace qui résulte de l'étroitesse des conduits du milieu poreux ou de l'interstice entre les plaques de la cellule de Hele-Shaw. C'est aussi du fait de sa tension superficielle que l'interface entre les deux fluides tend à demeurer aussi plate que possible, dans le cas de fluides immiscibles.
L'instabilité de digitation se déclenche lorsque le moteur de la digitation, décrit ci-dessus, devient prépondérant par rapport à l'effet régulateur de la tension superficielle pour des fluides immiscibles. Dans le cas de fluides miscibles, l'instabilité apparaît lorsque ce moteur devient prépondérant par rapport à la diffusion.
Cette phase de déclenchement est appelée instabilité de Saffman-Taylor dans le cas de fluides immiscibles.
On parle en général de l'instabilité de Saffman-Taylor uniquement dans le domaine linéaire, c'est-à-dire lorsque les ondulations de l'interface forment des angles faibles par rapport à son orientation moyenne.

### Progression
Une fois l'instabilité déclenchée, le moteur tend à amplifier les ondulations, qui sortent bientôt du régime linéaire. Ce sont alors de véritables doigts du fluide 1 qui progressent dans le fluide 2 (d'où le terme digitation).
La racine des doigts progresse très peu puisqu'elle est très en retard sur le bout des doigts.

### Mûrissement
Lorsque les doigts progressent, ils sont en compétition mutuelle. En effet, un doigt qui est en avance sur ses voisins progresse plus vite et amplifie son avance. Au bout d'un moment, ses voisins cessent d'avancer véritablement. Le nombre de doigts actifs diminue donc au cours du temps, c'est ce qu'on appelle le mûrissement de la digitation visqueuse.
Selon la rhéologie des fluides impliqués, les doigts s'élargissent plus ou moins à mesure qu'ils sont moins nombreux. Dans une cellule de Hele-Shaw, ils ont tendance à occuper typiquement la moitié de la largeur disponible.

### Structure arborescente
Lorsque les doigts du fluide 1 deviennent moins nombreux et s'élargissent (mûrissement), la région occupée par le fluide 2 présente une forme arborescente (que l'on peut éventuellement qualifier de fractale dans le cas d'un très grand nombre initial de doigts et donc d'une structure auto-similaire sur une large gamme de tailles).

## Éléments d'une description quantitative
Pour décrire quantitativement le mécanisme de la digitation, il faut poser les équations qui traduisent :
- la loi de Darcy qui indique que la vitesse locale du fluide est proportionnelle au gradient de pression et inversement proportionnelle à la viscosité ;
- la compressibilité (ou l'incompressibilité) du fluide, autrement dit la proportionnalité entre la variation temporelle de la pression et la divergence du champ de vitesse ;
- les conditions aux limites à l'infini (débit imposé ou différence de pression imposée, par exemple) ;
- dans le cas de fluides miscibles, l'équation de diffusion-convection.

Il s'agit donc d'un système d'équations différentielles aux dérivées partielles. Leur résolution nécessite du calcul numérique. Seuls quelques cas simples peuvent être résolus analytiquement, comme le déclenchement proprement dit, dans le régime linéaire (instabilité de Saffman-Taylor).

## Ouvrages de référence
- (en) P. Saffman et G Taylor, « The penetration of a fluid into a porous medium or HeleShaw cell containing a more viscous liquid », Proceedings of the Royal Society A, vol. 245, no 1242,‎ 24 juin 1958, p. 312–329 (DOI 10.1098/rspa.1958.0085).
- (en) R. A. Wooding, « Growth of fingers at an unstable diffusing interface in a porous medium or Hele-Shaw cell », Journal of Fluid Mechanics, vol. 39, no 3,‎ 1969, p. 477-495 (DOI /10.1017/S002211206900228X).
- (en) A. De Wit, Y. Bertho et M. Martin, « Viscous fingering of miscible slices », Physics of Fluids, vol. 17, no 5,‎ 2005 (DOI 10.1063/1.1909188, lire en ligne [PDF]).